# Opabinia
Opabinia ist eine ausgestorbene Tiergattung aus dem Kambrium (513 bis 501 mya) mit unklarer systematischer Stellung. Die einzige bekannte Art Opabinia regalis wurde 1912 von ihrem Entdecker Charles Walcott erstmals beschrieben. Bisher sind weniger als 20 gut erhaltene Exemplare von Opabinia in den Ausgrabungsstätten des Mittelkambriums im Burgess-Schiefer in British Columbia, Kanada, sowie zwei weitere mit Opabinia-ähnlichen Merkmalen im Ordovicium in Wales gefunden worden.

## Körperbau

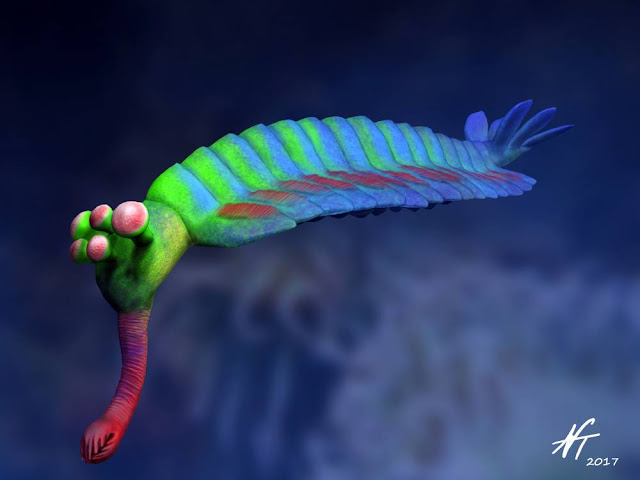
Lebendrekonstruktion

Das Tier war segmentiert und hatte ein weiches unverkalktes Außenskelett. Die Segmente waren nicht miteinander über die Außenhaut verbunden. Die Körperlänge variierte zwischen 40 und 70 Millimetern. Der Kopf trug fünf voll funktionsfähige, gestielte Augen, die dem Träger ein Blickfeld von fast 360° gaben. Es wird angenommen, dass es sich bei diesen Augen um Facettenaugen handelte. Ein weiteres einzigartiges Merkmal war der flexible Rüssel von etwa einem Drittel der Gesamtlänge des Körpers. Am Ende des Rüssels war ein Greifapparat. Es wird angenommen, dass das Tier mit Hilfe des Rüssels Beute fangen und zum Mund unterhalb des Rüssels bringen konnte. Der Mund seinerseits befand sich rückwärts gerichtet an der Unterseite des Kopfes.
Der Körper bestand aus 15 Körpersegmenten. An diesen Segmenten befanden sich eine Anzahl von Kiemen und paarweise seitliche lappenförmige Fortsätze, welche der Fortbewegung dienen sollten. Die lappenförmigen Fortsätze der letzten drei Segmente zeigten eine abweichende Anordnung und formten den Schwanz des Tieres.
Die beiden 2022 im mittleren Wales gefundenen Exemplare sind ca. 40 Millionen Jahre jünger als die aus dem kanadischen Kambrium. Sie gehören möglicherweise zwei verschiedenen Arten an und ähneln in einigen Merkmalen den Radiodonta. Es könnte sich um eine konvergente Entwicklung handeln. Die Funde  könnten Aufschluss über die Evolution der Ur-Arthropoden geben.

## Systematik
Opabinia sah mit seinem segmentierten Körper und den paarweise seitlichen lappenförmigen Fortsätzen nur wenigen anderen Tieren seines Zeitalters ähnlich. Zusammen mit Anomalocaris wird Opabinia daher auch in der Klasse Dinocarida zusammengefasst.
Als nächster Verwandter gilt Utaurora comosa.